# کراتودرمای پارانئوپلاستیک
کراتودرمای پارانئوپلاستیک (به انگلیسی: Paraneoplastic keratoderma) بیماری پوستی است با بافت پوستی شاخ‌مانند، که با بدخیمی داخلی همراه است.